# 俺のムスコ
『俺のムスコ』（原題: That's My Boy）は、2012年にアメリカ合衆国で製作されたコメディ映画。日本では劇場公開されずビデオスルーされた。

## ストーリー
1984年、13歳だったドニーは女教師マクギャリクルと過ちを犯した結果、中学生にして息子を授かってしまう。息子にハン・ソロと名付けた彼だったが、当然まともに養うことなど出来ず、ある日18歳となったハン・ソロは彼のもとを去ってしまう。
それから月日が経った2012年。ろくに働かず酒場に入り浸っているドニーのもとに、滞納し続けている税金の支払いを迫る報せが届く。支払えない場合は3年間収容所に入れられてしまうと知った彼は焦るが、あまりに高額な滞納額のためにどうすることも出来ずにいた。ある日、偶然新聞を目にした彼は驚く。なんとあのハン・ソロが名前をトッドと変えてビジネスで大成功を収めていたのだ。しかも、トッドは間もなく結婚するのだという。これは幸いと、早速トッドのもとへ親友を装い訪れたドニーだったが、当然トッドは彼を強く拒絶するのだった。ドニーはなんとか息子から大金を手に入れようと奮闘する。

## キャスト
| 役名                                         | 俳優                         | 吹替       |
| -------------------------------------------- | ---------------------------- | ---------- |
| ドニー・バーガー                             | アダム・サンドラー           | 松本保典   |
| トッド・ピーターソン（ハン・ソロ・バーガー） | アンディ・サムバーグ         | 武藤正史   |
| ジェイミー・マーティン                       | レイトン・ミースター         | 弓場沙織   |
| メアリー・マクギャリクル                     | スーザン・サランドン         | 仲村かおり |
| ブリー                                       | シアラ                       |            |
| シャンペール                                 | ルネル                       |            |
| 若い頃のマクギャリクル                       | エヴァ・アムリ・マルティーノ |            |
| マクナリー神父                               | ジェームズ・カーン           | 永田昌康   |
| 本人役                                       | ヴァニラ・アイス             | 佐野康之   |
| フィル                                       | ウィル・フォーテ             |            |

## 評価

### 受賞とノミネート
| 賞                     | 部門                         | 候補者                                                                                        | 結果       |
| ---------------------- | ---------------------------- | --------------------------------------------------------------------------------------------- | ---------- |
| ゴールデンラズベリー賞 | 最低作品賞                   | 『俺のムスコ』                                                                                | ノミネート |
| ゴールデンラズベリー賞 | 最低主演男優賞               | アダム・サンドラー                                                                            | 受賞       |
| ゴールデンラズベリー賞 | 最低助演男優賞               | ニック・スウォードソン                                                                        | ノミネート |
| ゴールデンラズベリー賞 | 最低助演男優賞               | ヴァニラ・アイス                                                                              | ノミネート |
| ゴールデンラズベリー賞 | 最低スクリーンカップル賞     | アダム・サンドラー&レイトン・ミースター、アンディ・サムバーグ、スーザン・サランドンのいずれか | ノミネート |
| ゴールデンラズベリー賞 | 最低監督賞                   | ショーン・アンダース                                                                          | ノミネート |
| ゴールデンラズベリー賞 | 最低脚本賞                   | デヴィッド・キャスプ                                                                          | 受賞       |
| ゴールデンラズベリー賞 | 最低スクリーンアンサンブル賞 | キャスト全員                                                                                  | ノミネート |